# 1945 en aéronautique
Chronologie de l'aéronautique
- 1941
- 1942
- 1943
- 1944
- 1945
- 1946
- 1947
- 1948
- 1949

Cet article présente les faits marquants de l'année 1945 en aéronautique.

## Évènements

### Janvier
- 1er janvier : les Allemands lancent l'opération Bodenplatte qui vise à détruire un maximum d'avions alliés au sol. 900 appareils sont engagés, ils détruiront 465 appareils mais en perdront 220. Il s'agit de la dernière offensive aérienne allemande d'importance.
- 2 janvier : destruction d'une partie du canal Dortmund-Ems au niveau de Munster par un bombardement de Lancaster britanniques[1].
- 8 janvier : bombardement de nuit de sites industriels à Munich par la Royal Air Force[2].

### Février
- 6 février : premier vol de l'avion d'entrainement francais Morane-Saulnier MS. 470[3].
- 9 février : Black Friday. Une force aérienne alliée composée essentiellement d’avions Bristol Beaufighter subit de lourdes pertes au cours d’une attaque ratée en Norvège sur le destroyer allemand Z33 et ses navires d’escorte[4].
- 13 - 15 février : raids anglo-américains massifs sur Dresde qui déclenche une tempête de flammes détruisant une grande partie de la ville faisant entre 35 000 et 220 000 victimes.
- 21 février : premier vol du prototype de chasseur-bombardier embarqué Hawker Sea Fury.
- 25 février : premier vol du chasseur expérimental américain à réaction Bell XP-83.
- 26 février : premier vol de l'avion de transport français SO 30R Bretagne[5].
- 28 février : premier vol de l'intercepteur allemand Bachem Ba 349 Natter, mais un accident se produit tuant le pilote.

### Mars
- 3 mars : premier vol du chasseur soviétique Mikoyan-Gourevitch MiG I-250.
- 9 - 10 mars : bombardement de Tōkyō par plus de 300 Boeing B-29 Superfortress effectuant un raid à basse altitude avec des bombes incendiaires, ce qui déclenche un gigantesque incendie détruisant près d'un quart de la ville.
- 14 mars : première utilisation opérationnelle d'une bombe Grand Slam.
- 18 mars : premier vol du bombardier tactique AD Skyraider.
- 21 mars : première utilisation opérationnelle des avions kamikazes Ohka, sans résultat.
- 27 mars : derniers tirs de missiles V2 sur l'Angleterre.

### Avril
- 1er avril : premier succès des avions suicide Yokosuka Ohka qui endommagent gravement le cuirassé USS West Virginia, le porte-avions britannique Indefatigable et trois autres navires.
- 7 avril : d'incessante vagues d'appareils américains coulent le plus gros cuirassé du monde, le Yamato ainsi que quatre destroyers qui l'accompagnaient pour une mission suicide.
- 12 avril : l'USS Mannert L. Abele est coulé par des avions suicides japonais.
- 19 avril : premier vol du chasseur bimoteur embarqué De Havilland Sea Hornet.
- 23 avril : première utilisation opérationnelle de missiles à autodirecteur, il s'agit de deux missiles Bat tirés par des PB4Y Privateer sur des navires japonais dans le port de Balikpapan (Bornéo).
- 27 avril : le parti nazi prend le contrôle total de la Deutsche Lufthansa[6].

### Mai
- 1er mai : premier vol de l'Auster AOP.6.
- 29 mai : fondation de la Société nationale d'étude et de construction de moteurs d'avions (SNECMA) à la suite de la nationalisation de Gnome et Rhône en avril.

### Juin
- 14 juin : premier vol de l'avion de ligne britannique Avro Tudor.
- 22 juin : premier vol de l'avion de ligne court-courrier britannique Vickers VC.1 Viking.

### Août
- 6 août : depuis le B-29 baptisé Enola Gay, piloté par le colonel Paul Tibbets, est larguée sur Hiroshima la première bombe atomique, Little Boy.
- 7 août : premier vol du prototype d'avion à réaction japonais Nakajima J8N1 Kikka.
- 9 août : depuis le B-29 baptisé Bockscar, piloté par le major Charles Sweeney, est larguée sur Nagasaki la bombe atomique Fat Man.

### Septembre
- Septembre : un Focke-Achgelis Fa 223 Drachen est le premier hélicoptère à traverser la Manche ; il est piloté par son ancien équipage de la Luftwaffe.

### Novembre
- 6 novembre : le lieutenant Jack C. West effectue le premier appontage d'un avion à réaction, un Ryan FR Fireball, sur un porte-avions.
- 7 novembre : pilotant un Gloster Meteor F.4, le capitaine Wilson établit le premier record du monde de vitesse de l'après guerre en atteignant 975 km/h.
- 29 novembre : premier sauvetage par hélitreuillage lorsqu'un Sikorsky H-5 est employé au large de Long Island[7].

### Décembre
- 2 décembre : premier vol de l'avion de transport britannique Bristol Freighter.
- 3 décembre : le troisième prototype du de Havilland Vampire spécialement modifié pour faire des essais d'appontage sur le porte-avions HMs Ocean, est le premier appareil à réaction opérationnel sur porte-avions.
- 5 décembre : cinq bombardiers TBF Avenger américains de l'Escadrille 19 disparaissent sans laisser aucune trace, victimes présumées du fameux Triangle des Bermudes.
- 8 décembre : premier vol du prototype de l'hélicoptère américain Bell 47.
- 19 décembre : Premier vol de l'avion de lutte anti-sous-marine américain Grumman AF Guardian.